# EFS Mini Puch (Motoesa)
EFS Mini Puch (Motoesa), ou simplesmente Mini Puch, é um ciclomotor de 49 cm3 de fabrico português, em Águeda, na famosa empresa de motorizadas EFS.
Apesar das suas dimensões, pode trasportar de forma legal duas pessoas.
O combustível que consome é mistura, resultante de uma conjugação de gasolina e óleo.
Existem três modelos distintos variando consoante o ano de construção, e foram produzidas algumas motorizadas com alterações muito evidentes procurando novas linhas para rejuvenescer o modelo e invadir outros mercados.
Quanto se sabe, foram produzidas de 83/84 até ao final da mesma década. O número de exemplares produzidos também não é conhecido.

## Grupo de Amigos da EFS Mini Puch
Foi criado em 2007 um grupo de amigos da EFS Mini Puch que ambiciona reunir o máximo de proprietários e simpatizantes desta motorizada e pode ser encontrado em EFS Mini Puch (Grupo de Amigos).
O grupo está em desenvolvimento constante e promove a divulgação e manutenção destas motorizadas, tentando prolongar a sua história no tempo.

## EFS - Eurico Ferreira de Sucena
A EFS  nasceu em 1911 pelas mãos de Eurico Ferreira de Sucena que estabeleceu na Borralha, em Àgueda,  uma unidade de produção de acessórios para ciclismo.
Em 1939 surgiram as primeiras bicicletas a pedais fabricadas pela EFS.
Em 1952 iniciou-se a produção de bicicletas a motor.
A década de 60 foi bastante proveitosa para a marca de Eurico Sucena, denotando-se bastantes encomendas para o mercado interno. Ainda na década de 60, iniciaram-se as primeiras exportações de veículos para alguns países europeus, americanos e asiáticos.
Em 1974 deu-se um marco muito importante na história da EFS. Entra em laboração a fabrica nº 2 em Avelãs de Caminho (Anadia). Para esta nova unidade fabril mudam-se a sede e administração da empresa.
Em 1978 a EFS aventurou-se na realização de modelos de maior cubicagem lançando uma mota de 125cc a 2 tempos com motor Puch.
A EFS ficaria ainda conhecida pelo elevado número de motores de marcas diferentes com que equipou os seus modelos. Modelos da EFS foram equipados com motores  Casal, Zundapp, Sachs, Puch e Kreidler.
Na década de 80 a EFS encerrou as suas portas devido a dificuldades econômicas.